# Lex Talionis
Lex Talionis är en EBM-musikgrupp som uppstod 1994 och gav ut sin första CD, Into the Shade på tyska Dossier Records 1994 (DCD9065). Bandet startades av Kenneth Westlin från Göteborg. Han skrev musik och text och spelade in alla instrument samt sång. Musiken bygger på idéerna om att "vi" som människor är ensamma i vår längtan, styrka, sorg och besvikelse. Ingenting är fullbordat och allting är ingenting. Soundet är bombastiskt med ett tungt ödesmättat horn i botten och ofta mängder av instrument som bygger upp och överbryggar varandra med sakrala melodier.
Sedan 1997 ingår även Ari Piispanen som en del av bandet och har influerat skrivandet med drastiskt djup och känslosamt avantgarde.   
Diskografi:
Lex Talionis - Into the shade 1994 (DCD9065) Dossier Records
Dossiers II Compilation 1996 (DCD9078) Dossier Records Två låtar " Valhalla awaits me " & " I plant my seed "
The Gothic Compilation Part II (CD 003) Gothic Records
" Messenger "
Special Popkomm Edition (CD 001) A.M. Music
" You Bring me "